# クラスパッド300
カシオ・クラスパッド300、クラスパッド330並びにfX-CP400はスタイラスベースのタッチスクリーンのグラフ表示機能付き電卓である。クラスパッドは自習、３次元のグラフ、幾何学、情報体験教育（英：e-activity）、スプレッドシートなどをサポートするアプリケーションを搭載する。大きな160×240ピクセルのLCDタッチスクリーンを有し、スタイラスを用い操作できる。クラスパッドはカシオの初期のPocket viewerの系統に似ている。
クラスパッド300は数式を教科書に載っているようなものとして入力を受付・表示する。因数分解、関数の極限値などの計算や演算は画面上に表示されながら実行される。クラスパッド300は3次元のグラフや幾何学の図形の描画のためのグラフ用ツールを内蔵する。
クラスパッド300のユーザーインターフェースはプルダウンメニュー方式をとる。求解、表示、ならびに他の項目はスタイラスのタップで選ぶことができる。クラスパッド300はドラッグ・アンド・ドロップ、カット・アンド・ペースト、ならびに他のペン‐ベースの操作もサポートする。情報体験教育アプリケーションは図形、数式表示、ならびに説明などを含められる情報体験教育の創作活動ができる。
アメリカ合衆国では、クラスパッド・シリーズはSAT、ACT、ならびにAPカルキュラス・テストを含んだ標準化されたテストから禁止された。